# Zamek w Beeskowie
Zamek w Beeskowie (niem. Burg Beeskow) – zamek na wodzie znajdujący się w niemieckim mieście Beeskow, w kraju związkowym Brandenburgia.

## Historia
Pierwsza wzmianka o rezydencji pochodzi z 1316 roku. Należał on wtedy do rodziny Strehle, właścicieli majątku Beeskow-Storkow i zamków w Lieberose, Friedlandzie i Storkowie. Między  1377 a 1382 rokiem przeszedł w ręce rodziny Biebersteinów. W 1518 został nabyty przez biskupa lubuskiego Dytryka von Bülowa, a w 1555 lub 1556 został przepisany margrabiemu Janowi z Kostrzyna, który przejął go w 1575. Od tego czasu należał do rodu Hohenzollernów, a w 1915 został sprzedany miastu. W tamtym okresie był wykorzystywany do celów gospodarczych i administracyjnych. W 1945 spłonęło wschodnie skrzydło zamku. W 1991 rada powiatu podjęła decyzję o przeznaczeniu kompleksu na cele kulturalno-oświatowe. Przekształcanie budynku w centrum wystawiennicze zakończyło się w 2017.

## Architektura
Znajdująca się na wyspie na Sprewie budowla reprezentuje typ tzw. zamku na wodzie, jego zabudowania pochodzą z lat 1250-1550. W skład kompleksu wchodzi wysoka na 30 metrów baszta służąca za punkt widokowy, wyremontowany w 2018 budynek administracyjny, w którym obecnie znajduje się sala koncertowa, muzeum instrumentów muzycznych i muzeum Odry i Sprewy oraz tzw. Vorsteherhaus pełniący funkcję mieszkalną. Prócz tego od 2020 na terenie kompleksu funkcjonuje kawiarnia.

## Galeria

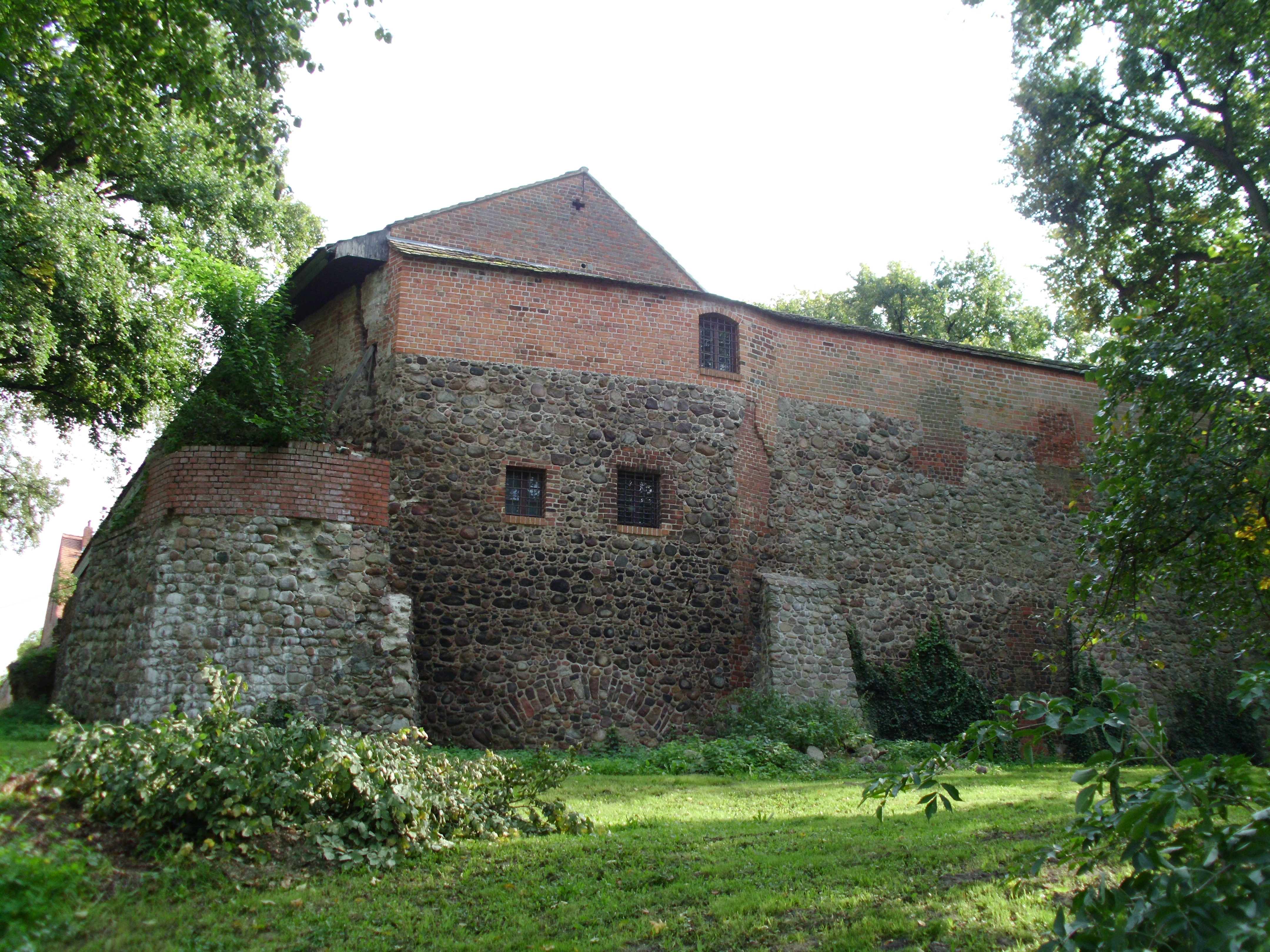
Widok z północnego zachodu
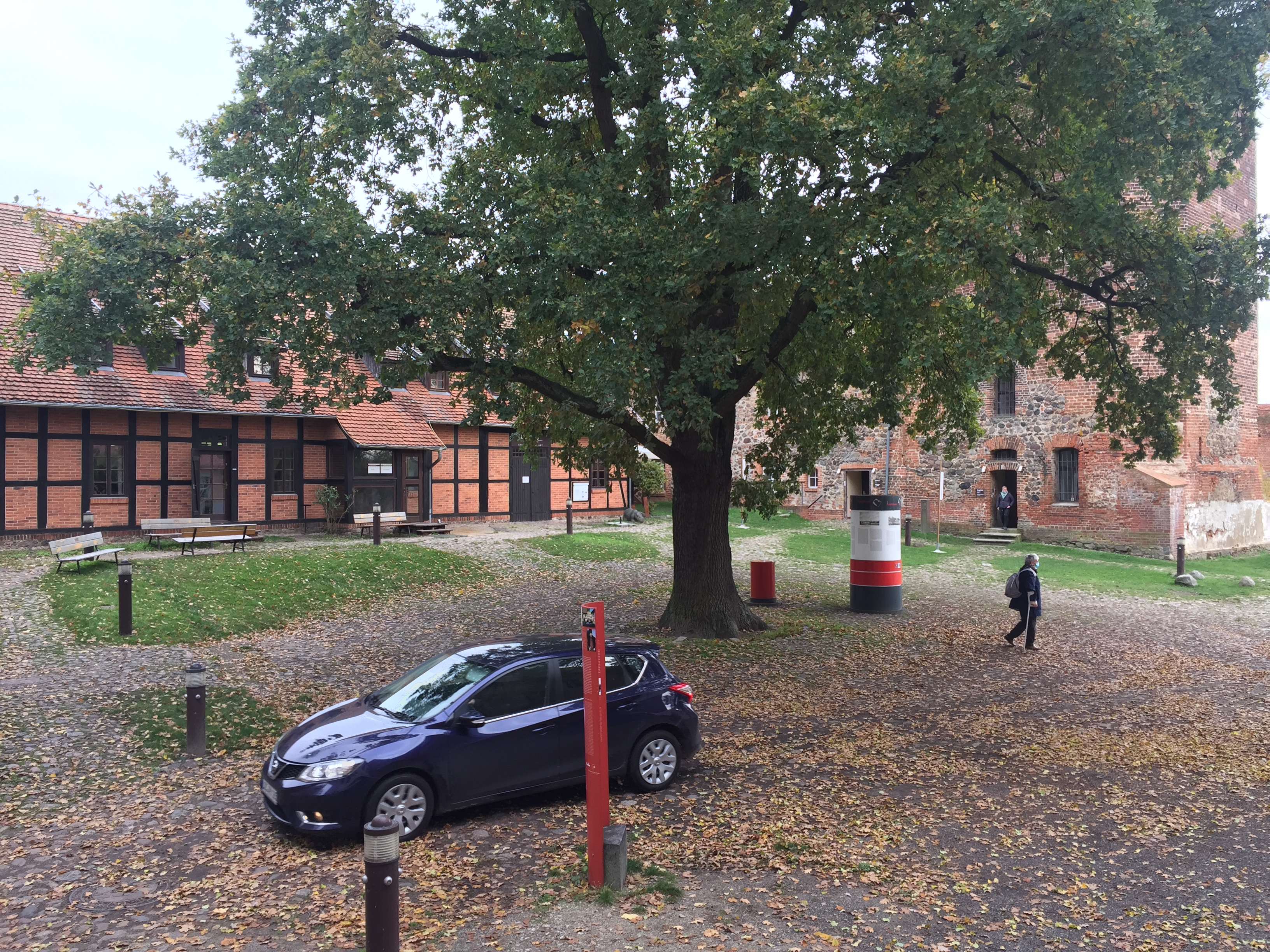
Dziedziniec
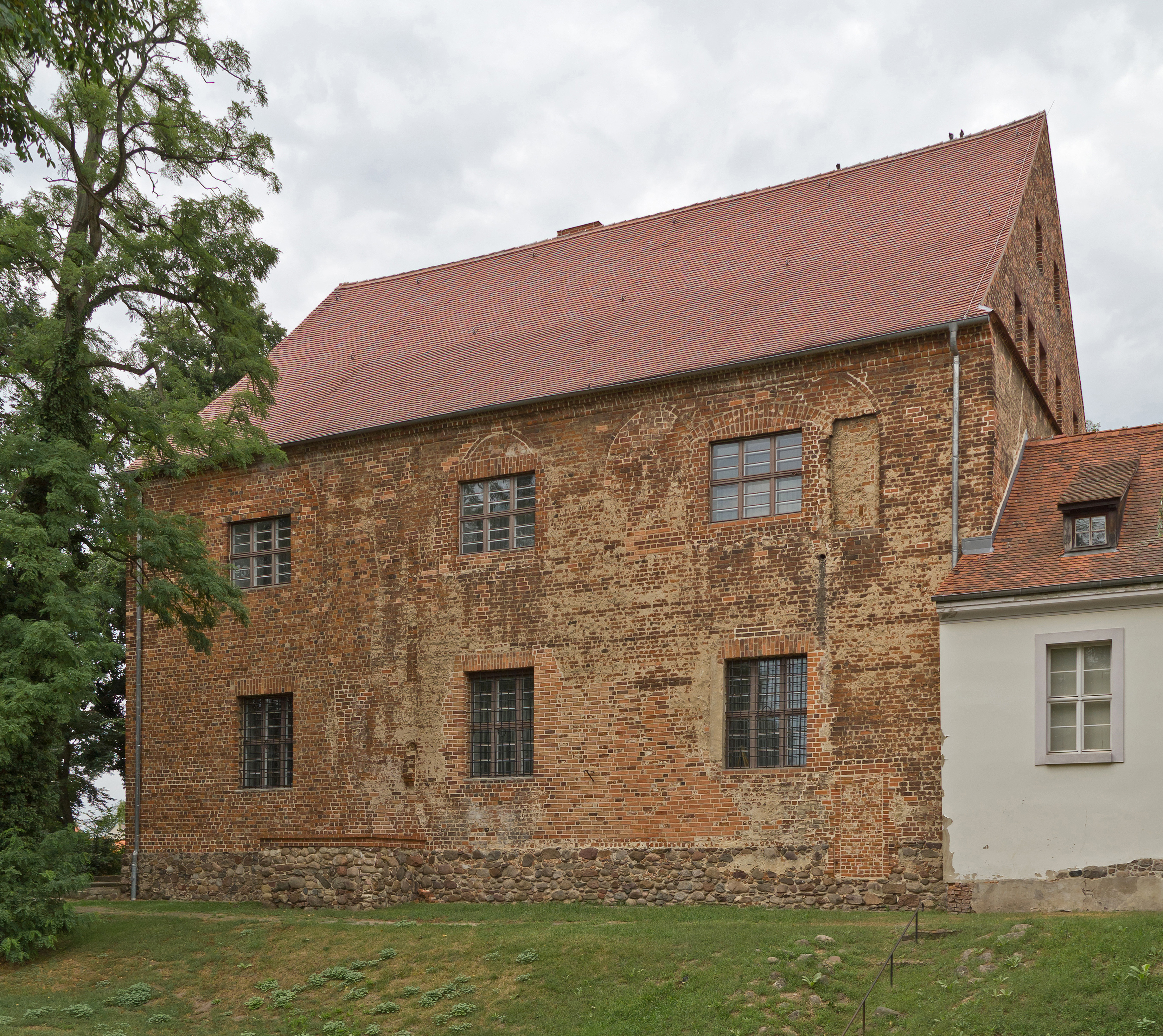
Skrzydło wschodnie
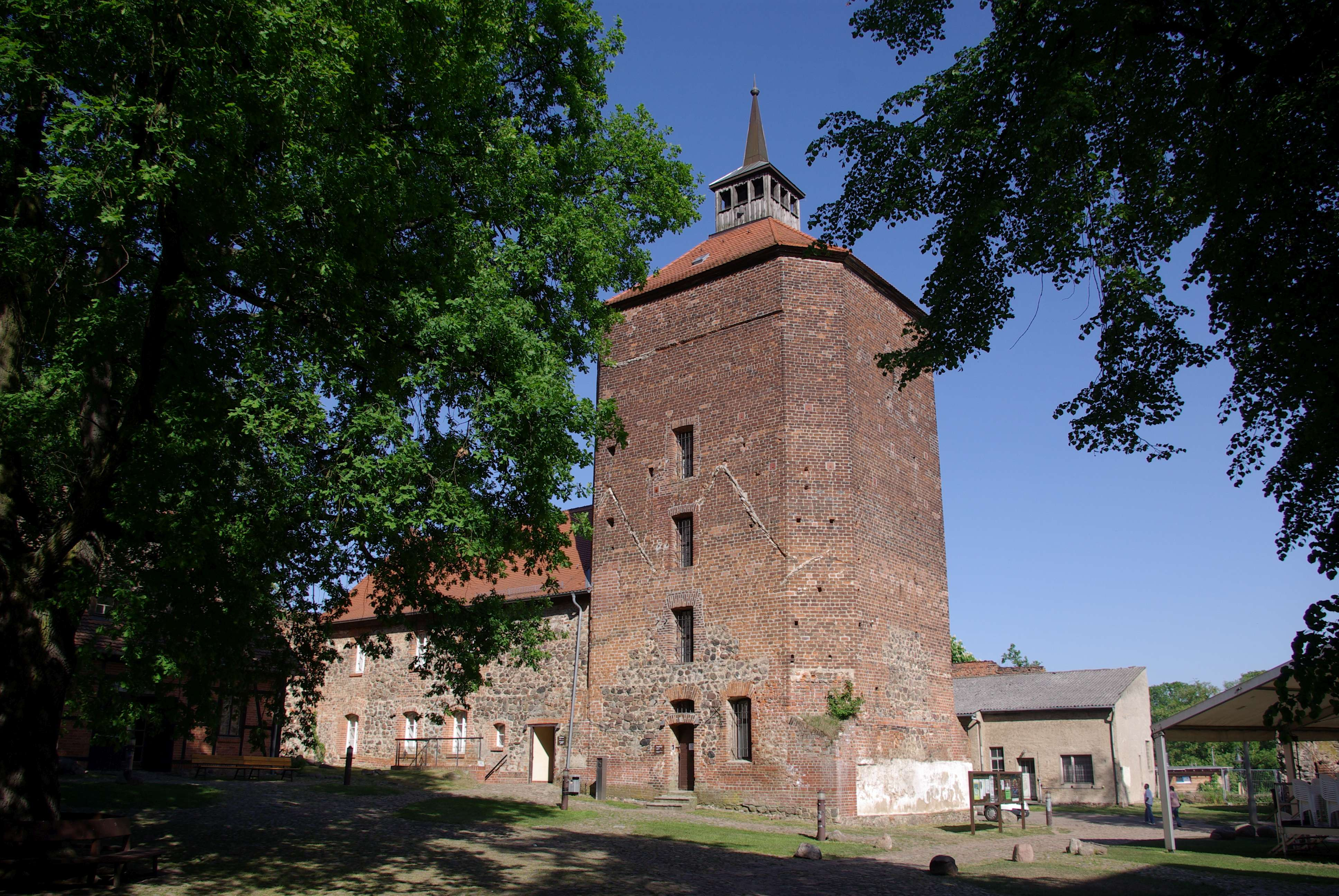
Baszta